# Wim Ammerlaan
Wim G. Ammerlaan, (Schiebroek, 1932 ) is een Nederlandse keramist. Het werk van is gebaseerd op de traditie van klassieke beeldhouwkunst.
Wim Ammerlaan maakt keramiek in een zelfgemaakte gasgestookte kettingboogoven. In Baarn had hij een galerie De Spugende Kat aan de Teding van Berkhoutlaan. De objecten worden gemaakt met draaitechnieken, handvormtechnieken en reductief stoken. Als materiaal gebruikt hij aardewerk- steengoed- en porseleinklei. De objecten worden afgewerkt met tenmokuglazuur en celadonglazuur. 
In 1984 kocht het Nederlands Keramiek Museum Princessehof zijn 13-kantige doos met bolle deksel en decor van uitgespaarde bebladerde takken, bedekt met temmoku over celadonglazuur. Zijn werk werd ook aangekocht door de gemeente Baarn en door het rijk (Rijksdienst Beeldende Kunst).
In 1985 exposeerde hij in Museum Flehite in Amersfoort.
Autodidact Ammerlaan had in 1999 een inzending naar de Internationale Kunst Biënnale van Keramische Kunst in Brussel.
Ammerlaan is lid van de Nederlandse Vakgroep Keramisten (NVK) en de Vereeniging van Beeldende kunstenaars Laren-Blaricum.
- RKD-Nederlands Instituut voor Kunstgeschiedenis: 1556